# Карагёз, Эрмин
Эрмин Карагёз (фр. Hermine Karagheuz; Карагезян Эрмина) — французская актриса кино и театра.

## Биография
Эрмин Карагёз армянка по происхождению. После двух небольших ролей, она входит в команду Жака Риветта, который снимает культовый для синефилов 13-часовой фильм «Out 1, не прикасайся ко мне» (Out 1, noli me tangere, 1971), в котором она играет большую роль театральной актрисы Мари. Также у Жака Риветта она сыграет в фильмах «Дуэлль (карантин)» (Duelle (une quarantaine), 1976, Люси), «Карусель» (Merry-Go-Round, 1981, Другая) и «Секретная защита» (Secret défense, 1998, медсестра). Даже не снимаясь у Риветта, она продолжает с ним работать фотографом на фильме «Банда четырёх» (La bande des quatre, 1984).
Играет она и в фильмах Эдуардо де Грегорио (сценарист четырёх фильмов Жака Риветта) «Короткая память» (La mémoire courte, 1979, мадам Жакур), фильмах Жанны Моро «Свет» (Lumière, 1976, Камиль), Мишель Розье «Моё красное сердце» (Mon coeur est rouge, 1976, мотоциклистка), Патриса Шеро «Жюдит Терпов» (Judith Therpauve, 1978, Николь), Роберта Крамера «Стволы» (Guns, 1980, Катрин) и в эпизоде фильма Джозефа Лоузи «Мсье Кляйн» (Mr. Klein, 1976, молодая работница), а также в нескольких телефильмах («Электра» Бернара Мегро по одноимённой пьесе Жана Жироду).
Начиная с девяностых годов, играет в театре. В 2002 году выпускает книгу о театральном режиссёре Роже Блене «Hermine Karagheuz Roger Blin» (издательство Séguier/Archimbaud, 2002).

## Фильмография
- 1967 — Pitchi Poi (TV movie) — Rogation
- 1971 — Le traité du Rossignol
- 1971 — Out 1, noli me tangere — Marie
- 1972 — Les misérables (TV mini-series) — Éponine
- 1972 — Les Thibault (TV mini-series) — Alfreda
- 1976 — Lumière — Camille
- 1976 — Mr. Klein — La jeune ouvrière
- 1976 — Duelle (une quarantaine) — Lucie
- 1976 — Mon coeur est rouge — La motocycliste
- 1978 — Docteur Erika Werner (TV series)
- 1978 — Judith Therpauve — Nicole
- 1979 — La mémoire courte — Mme Jaucourt (Premier Flashback)
- 1980 — Guns — Katrin
- 1981 — Merry-Go-Round — L’autre
- 1982 — Deuil en vingt-quatre heures (TV mini-series)
- 1982 — Électre (TV movie) — Electre
- 1998 — Secret défense — L’infirmière